# Sender Mölln
Der Sender Mölln ist eine Sendeanlage für Hörfunk und Fernsehen. Sie befindet sich auf dem Lehmberg östlich der Ortschaft Fuhlenhagen, 10 Kilometer von der Stadt Mölln entfernt. Als Antennenträger wird ein 176 Meter hoher abgespannter Stahlfachwerkmast verwendet.
Von hier wird das Herzogtum Lauenburg mit dem Regionalprogramm für Schleswig-Holstein versorgt.

## Frequenzen und Programme

### Analoger Hörfunk (UKW)
In UKW werden folgende Programme ausgestrahlt:
| Frequenz (MHz) | Programm         | RDS PS             | RDS PI                | Regionalisierung | ERP (kW) | Antennendiagramm rund (ND)/gerichtet (D) | Polarisation horizontal (H)/vertikal (V) |
| -------------- | ---------------- | ------------------ | --------------------- | ---------------- | -------- | ---------------------------------------- | ---------------------------------------- |
| 90,9           | N-Joy            | _N-JOY__           | D385                  | –                | 0,5      | D (70–190°, 220–280°)                    | H                                        |
| 104,5          | NDR 1 Welle Nord | NDR_1_HL, NDR_1_SH | D7E1 (regional), D3E1 | Lübeck           | 20       | ND                                       | H                                        |

### Digitaler Hörfunk (DAB / DAB+)
In DAB / DAB+ werden folgende Programme ausgestrahlt:
| Block                   | Programme (Datendienste) | ERP (kW) | Antennen- diagramm rund (ND)/ gerichtet (D) | Gleichwellennetz (SFN)                            |
| ----------------------- | --- | -------- | ------------------------------------------- | ------------------------------------------------- |
| 9A NDR SH HL (D__00331) | DAB+ Block des Norddeutschen Rundfunks: - NDR 1 SH HL (Lübeck) (104 kbps) - NDR 2 SH (104 kbps) - NDR Kultur (104 kbps) - NDR Info SH (104 kbps) - N-Joy (104 kbps) - NDR Blue (104 kbps) - NDR Schlager (104 kbps) - NDR Info Spezial (104 kbps) - NDR BWS - NDR TPEG | 5        | D                                           | Bungsberg, Lübeck-Stockelsdorf, Mölln-Fuhlenhagen |

### Digitales Fernsehen (DVB-T)
In DVB-T werden folgende Programme ausgestrahlt:
| Kanal | Frequenz (MHz) | Multiplex                             | Programme im Multiplex | ERP (kW) | Antennen- diagramm rundum (ND)/ gerichtet (D) | Polarisation horizontal (H) / vertikal (V) | Modulations- verfahren | FEC | Guard- intervall | Bitrate (MBit/s) | SFN mit                                                                                         |
| ----- | -------------- | ------------------------------------- | --- | -------- | --------------------------------------------- | ------------------------------------------ | ---------------------- | --- | ---------------- | ---------------- | ----------------------------------------------------------------------------------------------- |
| 28    | 530 (UHF)      | ARD regional (NDR Schleswig-Holstein) | - NDR Fernsehen (Schleswig-Holstein) - WDR (Köln) / NDR (Niedersachsen) (zeitw.) - MDR (Sachsen-Anhalt) / NDR (MV) (zeitw.) - BR (Schwaben/Altbayern) / NDR (HH) (zeitw.) | 10       | ND                                            | H                                          | 16-QAM                 | 2/3 | 1/4              | 13,27            | Mölln, Hamburg-Moorfleet, Wedel (Wittsmoor), Neumünster, Lübeck-Berkenthin, Lübeck-Stockelsdorf |

### Analoges Fernsehen (PAL)
Vor der Umstellung auf DVB-T diente der Sendestandort weiterhin für analoges Fernsehen:
| Kanal | Frequenz (MHz) | Programm                         | ERP (kW) | Sendediagramm rund (ND)/ gerichtet (D) | Polarisation horizontal (H)/ vertikal (V) |
| ----- | -------------- | -------------------------------- | -------- | -------------------------------------- | ----------------------------------------- |
| 53    | 727,25         | NDR Fernsehen Schleswig-Holstein | 20       | ND                                     | H                                         |